# 彼得斯克里克 (伊利諾伊州)
彼得斯克里克（英語：Peters Creek）是位於美國伊利諾伊州哈丁縣的一個非建制地區。該地的面積和人口皆未知。

## 地理
彼得斯克里克的座標為37°29′16″N 88°14′29″W / 37.48778°N 88.24139°W，而該地的平均海拔高度為140米（即459英尺）。